# Juana de Lara
Doña Juana de Lara (? , 1335 -  ? , 1359). Infante de Castille et de Seigneure de Biscaye et de Lara entre 1355 et 1359. Fille aîné de Juan Nuñez de Lara IV et de Maria Diaz II de Haro.
Elle a épousé l'Infant Don Tello de Castille, Seigneur d'Aguilar de Campoo et de Castañeda, fils Alphonse XI le Justicier.
A été assassiné pendant la guerre civile livrées entre ses beaux-frères, Pierre le Cruel et Henri II de Trastamare.
Après le décès de son conjoint, Don Tello a conservé la seigneurie de Biscaye jusqu'à son propre décès en 1370. Depuis lors son neveu a été Seigneur de Biscaye, le futur Roi Don Jean Ier de Castille, en restant depuis incorporé la seigneurie aux autres titres des Rois de Castille. Doña Juana a appartenu à une des souches les plus illustres et puissantes de l'Espagne médiévale, la Casa de Lara (Maison des Lara)